# Kim Yong-il
Dans ce nom coréen, le nom de famille, Kim, précède le nom personnel.
Pour l’article homonyme, voir Kim Yong-il (diplomate).
Ne pas confondre avec Kim Jong-il, ancien leader nord-coréen et avec Kim Jong-il, un athlète sud-coréen.
Kim Yong-il (en coréen : 김영일), né le 2 mai 1944, est un homme d'État nord-coréen.
Il exerça les fonctions de Premier ministre depuis son élection à ce poste par l'Assemblée populaire suprême (APS), à l'issue de la onzième session de l'APS le 11 avril 2007, jusqu'au 7 juin 2010, date à laquelle l'Assemblée populaire suprême vota pour le remplacer par Choe Yong-rim.
Spécialisé dans le commerce international, Kim Yong-il a été diplômé de l'université de technologie Kim Chaek en 1969. Ayant exercé les fonctions d'instructeur au bureau du commerce du comité populaire de la municipalité de Pyongyang, il a travaillé pour la compagnie commerciale Daedong à partir de 1983. 
Avant son élection comme Premier ministre en avril 2007, Kim Yong-il était ministre des transports terrestres et maritimes depuis 1994.

## Référence
- Biographie de responsables nord-coréens dans le domaine économique, d'après "The People's Korea" (journal des Coréens du Japon)